# 韦尔讷伊穆斯捷
韦尔讷伊穆斯捷（法語：Verneuil-Moustiers，法語發音：[vɛʁnœj mustje]）是法国新阿基坦大区上维埃纳省的一个市镇，属于贝拉克区。

## 地理
韦尔讷伊穆斯捷（46°20'23"N, 1°8'6"E）面积19.39 平方千米，位于法国新阿基坦大区上维埃纳省，该省份为法国中西部省份，北起顺时针与安德尔省、克勒兹省、科雷兹省、多爾多涅省、夏朗德省和维埃纳省接壤。
与韦尔讷伊穆斯捷接壤的市镇（或旧市镇、城区）包括：布里格伊勒尚特尔、阿扎勒里、吕萨克莱塞格利斯、泰尔萨讷。

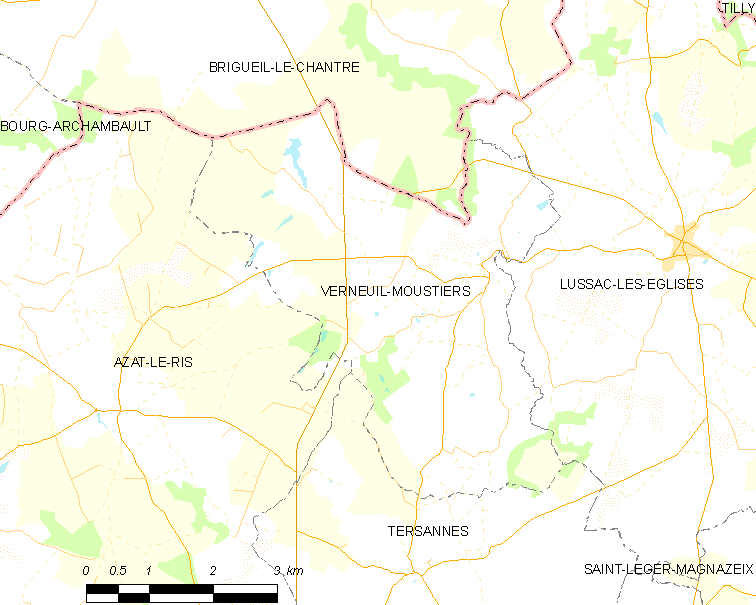
韦尔讷伊穆斯捷的OSM定位图

韦尔讷伊穆斯捷的时区为UTC+01:00、UTC+02:00（夏令时）。

## 行政
韦尔讷伊穆斯捷的邮政编码为87360，INSEE市镇编码为87200。

## 政治
韦尔讷伊穆斯捷所属的省级选区为沙托蓬萨克县。

## 人口

1962-2008年间韦尔讷伊穆斯捷人口变化图示

韦尔讷伊穆斯捷于2022年1月1日时的人口数量为122人。